# Nokemono-tachi no Yoru
Nokemono-tachi no Yoru (ノケモノたちの夜?), también conocida como The Tale of the Outcasts en inglés, es una serie de manga escrita e ilustrada por Makoto Hoshino. Se serializó en el Weekly Shōnen Sunday de Shogakukan desde agosto de 2019 hasta abril de 2021, con sus capítulos recopilados en ocho volúmenes de tankōbon. La serie tiene licencia para su lanzamiento en inglés en Norteamérica por Seven Seas Entertainment. Una adaptación de la serie de televisión de anime de Ashi Productions se estrenó en enero de 2023.

## Sinopsis
Wisteria es una niña huérfana que vive en un rincón del Imperio Británico a finales del siglo XIX. Su vida es desolada y sombría, hasta que se encuentra con Marbas, un ser inmortal poderoso pero igualmente solitario con una apariencia peluda, perseguido por cazadores. Juntos, Wisteria y Marbas recorren el Imperio, poblado por humanos y bestias parecidas a humanos, en busca de un lugar donde puedan vivir juntos en paz.

## Personajes
Wisteria (ウィステリア Uisuteria?)
 Seiyū: Ayana Taketatsu
Una chica que fue tratada como una esclava. Ella nació con la habilidad de ver demonios. Ella hace un contrato con el gran demonio Marbas, ofreciéndole su "vista", y continúa con su vida diaria con Marbas como una mujer libre.
Marbas (マルバス Marubasu?)
 Seiyū: Katsuyuki Konishi
Un demonio que parece un león, Un gran demonio que solía ser temido, pero ahora que la cantidad de personas que pueden ver demonios ha disminuido, pasa sus días aburrido. Hace un contrato con Wisteria, una chica que puede ver demonios, y realiza su vida diaria con ella.
Snow (スノウ Sunō?)
 Seiyū: Ryōta Ōsaka
El hermano mayor de Wisteria que fue separado de ella. Su amor por su hermana es muy profundo. Viste la ropa de un clérigo y pertenece a los Caballeros de la Cruz de la Espada. Sin embargo, es un poco delincuente.
Takenami (タケナミ?)
 Seiyū: Kentarō Kumagai
Es el Capitán de los Caballeros de la Cruz de la Espada y colega de Snow. Él maneja una espada japonesa.
Diana (ダイアナ Daiana?)
 Seiyū: Risa Imayanagi
La única hija de la familia Earl Blackbell. Una joven dama de noble cuna. Ha hecho un contrato con el gran demonio Naberius a cambio de la vida de su familia. Ella también tiene un comportamiento amistoso.
Naberius (ナベリウス Naberiusu?)
 Seiyū: Junichi Suwabe
Un demonio que parece un lobo, Un gran demonio. Una de las Trece Plagas del Reino Derrumbado. Ha hecho un contrato con Diana, una joven dama de noble cuna.
Comandante de la Cruz de la Espada (剣十字騎士団団長 Kenjūji Kishidan Danchō?)
 Seiyū: Ryōtarō Okiayu
El líder de los Caballeros de la Cruz de la Espada, una organización que mata demonios con sede en Europa, principalmente en Inglaterra. Siempre lleva armadura.
Astaroth (アスタロト Asutaroto?)
 Seiyū: Yū Kobayashi
Un demonio que parece un pájaro, Un gran demonio que se contó entre las Trece Plagas del Reino Roto. Fue derrotado por el Comandante e hizo un contrato con los Caballeros de la Cruz de la Espada después de ser torturado.
Dantalion (ダンタリオン Dantarion?)
 Seiyū: Shunsuke Takeuchi
Un demonio que parece una vaca, Una de las Trece Plagas. Tiene un contrato con Luther. A cambio de hacer que Luther luche por su vida, ha hecho un pacto con él para restaurar sus recuerdos perdidos. Quiere que los humanos hagan la guerra.
Sitri (シトリ Shitori?)
 Seiyū: Yoshitsugu Matsuoka
Un demonio que parece un dragón, Un gran demonio y otra de las Trece Plagas. Duerme en el fondo de un lago en el Distrito de los Lagos. Una vez que duerme, no se despierta durante varios cientos de años. Sus palabras y acciones están llenas de misterios.
Luther Roosevelt (ルーサー・ローズヴェルト Rūsā Rōzuvueruto?)
 Seiyū: Yūki Ono
Un veterano de la Guerra de Afganistán que luchó junto a Snow. Funciona con los dos pilares de las Trece Plagas, Citri y Dantalion. Quiere luchar y declara la guerra a los Caballeros de la Cruz de la Espada.
Watson (ワトソン Watoson?)
 Seiyū: Atsushi Abe
Un médico militar que pasó tiempo en el campo de batalla con Snow y Luther.
Holmes (ホームズ Hōmuzu?)
 Seiyū: Makoto Furukawa
El detective más famoso de Londres.
Maurie (モリー Morī?)
 Seiyū: Chitose Morinaga
Hariett (ハリエット Harietto?)
 Seiyū: Karin Oda
Iberta (イベルタ Iberuta?)
 Seiyū: Gara Takashima
Stanley (スタンリー Sutanrī?)
 Seiyū: Hidenori Takahashi
Shura (シュラ?)
 Seiyū: Koutaro Nishiyama
Vivian (ビビアン Bibian?)
 Seiyū: Iori Saeki
Lucia (ルシア Rushia?)
 Seiyū: Shizuka Itō

## Contenido de la obra

### Manga
Este manga escrito e ilustrado por Makoto Hoshino, se publicó en la antología de manga shōnen de Shogakukan Weekly Shōnen Sunday del 7 de agosto de 2019 al 14 de abril de 2021. Shogakukan recopiló sus capítulos en ocho volúmenes de tankōbon, publicados el 18 de noviembre de 2019 al 18 de mayo de 2021.
El 28 de agosto de 2020, Seven Seas Entertainment anunció el lanzamiento del manga en inglés a partir del 1 de junio de 2021.
Una serie de manga especial escrita e ilustrada por Makoto Hoshino comenzará a serializarse en el sitio web Sunday Webry de Shogakukan el 8 de enero de 2023.

### Anime
El 30 de junio de 2022 se anunció una adaptación de la serie de televisión de anime. Crunchyroll obtuvo la licencia de la serie fuera de Asia. En Crunchyroll Expo 2022, Crunchyroll anunció que la serie sería animada por Ashi Productions y dirigida por Yasutaka Yamamoto, con Kenichi Yamashita a cargo de la composición de la serie y la escritura de guiones junto con Yamamoto y Sayaka Harada, Mina Ōsawa diseñando los personajes y sirviendo como jefe de animación. supervisor junto con Hikaru Suzuki, Kanta Suzuki diseñando los monstruos e Hiroaki Tsutsumi y Kana Hashiguchi componiendo la música. Se estrenó el 8 de enero de 2023 en Tokyo MX y otras redes. Ayana Taketatsu interpretó el tema de apertura "Ashita no Katachi" (明日のカタチ, "Shape of Tomorrow"), mientras que Hakubi interpretó el tema de cierre "Rewrite".
| N.º | Título | Dirigido por                        | Escrito por       | Fecha de emisión original |
| --- | --- | ----------------------------------- | ----------------- | ------------------------- |
| 1 | «Primera Noche [Pasemos juntos la soledad]» | Yasutaka Yamamoto                   | Kenichi Yamashita | 8 de enero de 2023        |
| La joven Wisteria es una huérfana que lleva una lamentable vida mendigando en las calles para un sacerdote que la trata como escoria, pero cuando un día conoce a Marbas, un demonio al que nadie excepto ella puede ver, comienzan una relación que les cambia la vida a ambos. | |                                     |                   |                           |
| 2 | «Segunda Noche [Encuentro]» Transcripción: «Kaikō» (en japonés: 邂逅)                                                                                       | Xiao Can Chen                       | Kenichi Yamashita | 15 de enero de 2023       |
| Marbas y Wisteria empiezan una nueva vida, pero Snow sigue buscando a su hermana y dando caza al demonio. | |                                     |                   |                           |
| 3 | «Tercera Noche [Asesinato junto al río]» Transcripción: «Ribāsaido Mādā» (en japonés: リバーサイド・マーダー)                                               | Michita Shiraishi                   | Yasutaka Yamamoto | 22 de enero de 2023       |
| Wisteria y Marbas tienen un encuentro con una joven pactante que puede ver los demonios. La muchacha está muy sola y no tarda en sentir cierta amistad con Wisteria. | |                                     |                   |                           |
| 4 | «Cuarta Noche [Mansión nevada]» Transcripción: «Sekka no Yakata» (en japonés: 雪下の館)                                                                     | Sayaka Tsuji                        | Sayaka Harada     | 29 de enero de 2023       |
| Marbas y Wis están caminando bajo la nieve y se acercan a las tierras de los Blackbell, a quienes acabarán visitando cuando la joven enferme de repente. | |                                     |                   |                           |
| 5 | «Quinta Noche [Afrontando la calamidad]» Transcripción: «Yakusai Kairin» (en japonés: 厄災解臨)                                                             | Xiao Can Chen                       | Yasutaka Yamamoto | 5 de febrero de 2023      |
| El ataque contra Diana, lo que resta de la familia Blackbell, se salda con una cita para negociar, pero estas no parecen ir bien y se acerca la confrontación final. | |                                     |                   |                           |
| 6 | «Sexta Noche [Luz guía]» Transcripción: «Michibiku Akari» (en japonés: 導く灯)                                                                              | Keita Nakano                        | Kenichi Yamashita | 12 de febrero de 2023     |
| Naberius ha perdido el control y Marbas necesitará la ayuda de Wis para intentar detenerlo. | |                                     |                   |                           |
| 7 | «Séptima Noche [Se levanta el telón entre el eco de los disparos]» Transcripción: «Kaimaku wa Kako no Jūsei to Tomoni» (en japonés: 開幕は過去の銃声と共に) | Yasutaka Yamamoto                   | Sayaka Harada     | 19 de febrero de 2023     |
| Snow regresa a Londres, aunque la orden lo pone bajo vigilancia por su relación con Wis y Marbas. Lo que no esperaba era verse envuelto en algo grande relacionado con demonios. Mientras, Marbas, Wis, Diana y Naberius llegan a la región lacustre.                            | |                                     |                   |                           |
| 8 | «Octava Noche [Algo en la noche lluviosa]» | Hideki Tonokatsu                    | Yasutaka Yamamoto | 26 de febrero de 2023     |
| En Londres Wis se dispone a buscar a un detective que le mencionó su hermano para intentar encontrarlo, pero Marbas decide que es un buen momento para no ayudarla y ver de qué es capaz sola. Mientras, Sitri desarrolla su terrible plan.                                      | |                                     |                   |                           |
| 9 | «Novena Noche [Toreo]» Transcripción: «Tōgyū» (en japonés: 闘牛)                                                                                            | Michita Shiraishi                   | Kenichi Yamashita | 5 de marzo de 2023        |
| Marbas intenta apartar a todo el mundo para hacer lo único que quiere Wisteria: encontrar a su hermano Snow. Pero la situación no es buena y Marbas acabará enfrentándose a Dantalion.                                                                                           | |                                     |                   |                           |
| 10 | «Décima Noche: [El frente demoníaco londinense]» Transcripción: «Rondon Taima Sensen» (en japonés: ロンドン対魔戦線)                                        | Xiao Can Chen                       | Kenichi Yamashita | 12 de marzo de 2023       |
| El enfrentamiento toma mayor escala cuando el comandante de la Hoja de la Cruz, Marbas y Naberius coinciden en el campo de batalla para enfrentarse a Dantalion. Mientras, Wis descubre cuál es el destino de su hermano Snow.                                                   | |                                     |                   |                           |
| 11 | «Decimoprimera Noche [Un legado]» Transcripción: «Nokoshitai Mono» (en japonés: 残したいもの)                                                               | Michita Shiraishi Masaki Utsunomiya | Sayaka Harada     | 19 de marzo de 2023       |
| Dantalion y Luther atacan el cuartel general de la Hoja de la Cruz mientras su comandante intenta llegar a un acuerdo con Marbas para que le ayude. | |                                     |                   |                           |
| 12 | «Duodécima Noche: [Un viaje a través de los recuerdos]» Transcripción: «Kioku no Tabiji» (en japonés: 記憶の旅路)                                           | Mikirō Shiiba                       | Kenichi Yamashita | 26 de marzo de 2023       |
| Sitri atrapa a Wisteria en una ilusión de sufrimiento eterno mientras el combate contra Snow, convertido en demonio, sigue su duro curso. | |                                     |                   |                           |
| 13 | «Decimotercera Noche [Lo eres todo para mí]» | Yasutaka Yamamoto Mizuki Sasaki     | Sayaka Harada     | 2 de abril de 2023        |
| El combate contra Dantalion se encrudece mientras todas las calamidades implicadas se preguntan cuál es la verdadera naturaleza de las relaciones con sus pactantes. Ninguno está dispuesto a ceder, pero ante todo, Marbas no dejará morir a Wisteria bajo ningún concepto.     | |                                     |                   |                           |